# Soljani
Soljani – wieś w Chorwacji, w żupanii vukowarsko-srijemskiej, w gminie Vrbanja. W 2011 roku liczyła 1245 mieszkańców.